# Wifey
《Wifey》是韩国饒舌女歌手CAMO的第二張單曲，於2021年1月29由502 Records發行。

## 製作
《Wifey》由CAMO及Simon D作詞，Simon D、CAMO作曲。

## 外部連結
- CAMO - Wifey (feat. 사이먼 도미닉 (Simon Dominic)) [Official Music Video] （页面存档备份，存于）